# Ocotepec, Veracruz
Ocotepec är en ort i Mexiko.   Den ligger i kommunen Los Reyes och delstaten Veracruz, i den sydöstra delen av landet, 240 km öster om huvudstaden Mexico City. Ocotepec ligger 1 614 meter över havet och antalet invånare är 295.
Terrängen runt Ocotepec är kuperad åt nordväst, men åt sydost är den bergig. Terrängen runt Ocotepec sluttar österut. Runt Ocotepec är det ganska tätbefolkat, med 155 invånare per kvadratkilometer. Närmaste större samhälle är Ixtac Zoquitlán, 19,6 km norr om Ocotepec. I omgivningarna runt Ocotepec växer i huvudsak städsegrön lövskog.